# Ормскерк

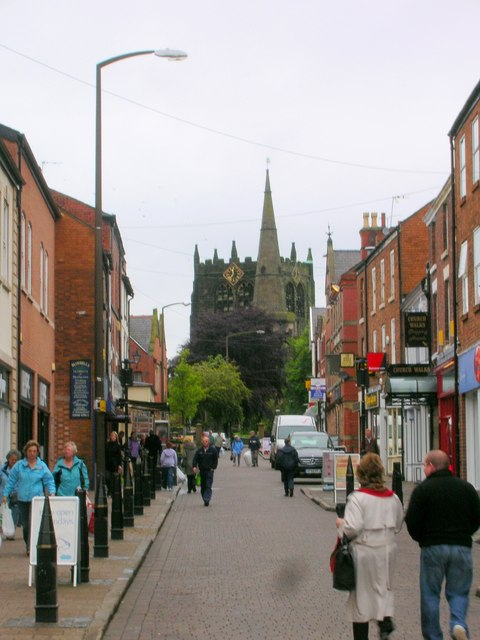
Ормскерк, Черч-стрит

О́рмскерк (англ. Ormskirk) — город на западе Великобритании, в английском церемониальном графстве Ланкашир.

## География
Ормскерк является административным центром района (дистрикта) Уэст-Ланкашир графства Ланкашир, в регионе Северо-Западная Англия. Город лежит на расстоянии 21 километра севернее Ливерпуля и в 30 километрах южнее центра графства, города Престон.

## История
Город Ормскерк был основан в эпоху нападений на Англию викингов. Согласно традиции, здесь предводитель скандинавов Орм принял христианство и построил церковь. Соответственно и городу затем было дано имя «церковь Орма» (Orme’s Kirk).
Старейшим зданием в Ормскерке является церковь Святых Петра и Павла. Это одна из трёх сохранившихся в Англии церквей с остроконечной башней-колокольней. Уникальным в здании является то, что кроме этой остроконечной колокольни она имеет и обычную для церковных сооружений Англии вторую, защитную башню на другом своём конце.
В 1286 году монахи расположенного поблизости монастыря Барскоу получили от короля Эдуарда I право проведения в Ормскерке еженедельной ярмарки. Традиция эта продолжается до нашего времени, торговый рынок Ормскерка открыт по четвергам и субботам.
Ормскерк славится в Англии выпекаемыми здесь имбирными пряниками (Gingerbread).

## Дополнения
- Городская страница Ормскерка